# Westinghouse J34
Westinghouse J34 (firemní označení Westinghouse 24C) byl proudový motor vyvinutý společností Westinghouse Aviation Gas Turbine Division na konci 40. Let 20. století. V podstatě se jednalo o zvětšenou verzi dřívějšího motoru Westinghouse J30. J34 dokázal vyvinout tah více než 13,6 kN (3 000 liber), což bylo dvakrát tolik než motor J30. Pozdější modely motoru poskytovaly tah až 22,2 kN (4 900 liber) s přídavným spalováním. Z motoru byl později vyvinut větší a silnější motor Westinghouse J46, který byl asi o polovinu větší.

## Vývoj
Motor J34 byl postaven v době prudkého rozvoje technologií reaktivního pohonu, takže než se dostal do služby byl už velmi zastaralý. Často byl používán jako prozatímní motor, než bude pro letoun dokončen vyspělejší motor. Například letoun Douglas X-3 Stiletto byl vybaven dvojicí motorů J34, když se ukázalo, že plánované motory Westinghouse J46 se prokázaly jako nevhodné. Letoun Stiletto byl vyvinut pro studium návrhu letounu trvale létajícího nad hranicí rychlosti zvuku. Avšak vybavení letounu motory J34 místo plánovaných motorů bylo pro pohon naprosto nedostatečné, takže letoun nedokázal překročit při vodorovném letu rychlost zvuku.
Motor byl vyvinut v době přechodu od letounů poháněných pístovými motory na letouny s proudovými motory. Proto byl motor J34 někdy používán jako podpůrný doplňkový pohon některých letounů, jako byly například letouny P-2 Neptune a Douglas Skyrocket.

## Varianty
Vybrané varianty (existují i další, např. J34-WE-46, J34-WE-48 atd.):
- J34-WE-17: tah 15,3 kN (3 370 lb), 22,2 kN (4 900 lb) s přídavným spalováním
- J34-WE-22: tah 13,6 kN (3 000 lb)
- J34-WE-36: tah 15,4 kN (3 400 lb)

## Použití
Motor J34 byl používán u následujících letounů: 
- Fairchild C-119 Flying Boxcar (civilní verze letounu)
- Convair F2Y Sea Dart
- Douglas F3D Skyknight
- Douglas Skyrocket
- Douglas X-3 Stiletto
- Lockheed XF-90
- Lockheed P-2E/G/H Neptune
- McDonnell F2H Banshee
- McDonnell XF-85 Goblin
- McDonnell XF-88 Voodoo
- North American T-2 Buckeye (verze T-2A)
- Ryan FR Fireball
- Vought F6U Pirate
- Vought F7U Cutlass

Motor byl použit i k pohonu rychlostního člunu Spirit of Australia.

## Specifikace (J34-WE-36)
Data pocházejí z webu „flightglobal.com“.

### Technické údaje
- Typ: proudový motor
- Délka: 2,84 m
- Průměr: 0,69 m
- Hmotnost: 547,5 kg

### Součásti motoru
- Kompresor: jednoduchý, jedenáctistupňový, axiální
- Spalovací komora: prstencový typ
- Turbína: dvoustupňová

### Výkony
- Maximální tah: 15,4 kN (3 400 lb)
- Celkové stlačení za kompresorem: 4,35
- Poměr tah/hmotnost: 2,82